# Graffenried (Patrizierfamilie)

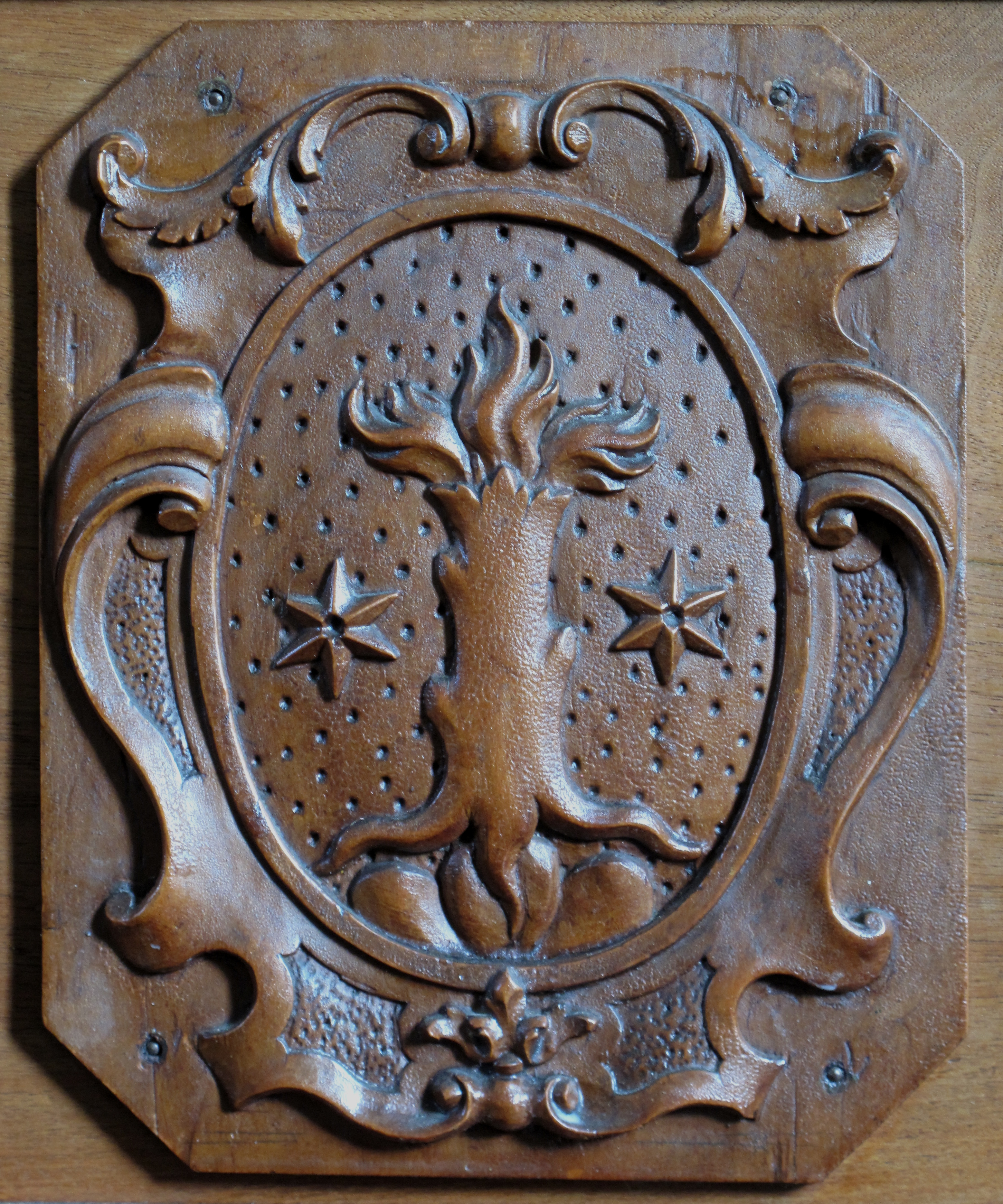
Wappen von Graffenried (Kirche Thurnen).

Die Familie von Graffenried ist ein bernisches Patriziergeschlecht. Am 4. Oktober 1272 erscheint die Familie zum ersten Mal in den Quellen.

## Geschichte
Ursprünglich aus Grafenried BE stammend, erhielt die Familie um 1300 das Burgerrecht der Stadt Bern. Seit 1352 war die Familie im Kleinen Rat vertreten und gehörte damit zum Berner Patriziat. Sie stellte der Stadt Bern bis 1798 vier Schultheissen, elf Venner, fünf Säckelmeister, zahlreiche Ratsmitglieder und Offiziere. Nach der Erschliessung der Salzquellen durch Niklaus von Graffenried in Panex (Ollon) stellte die Familie immer wieder den Salzdirektor. Ab dem 17. Jahrhundert entwickelte sich neben dem Dienst an der Stadt Bern, der Söldnerdienst in den Niederlanden und in Frankreich ein weiteres Standbein der Familie. Einzelne Familienmitglieder dienten auch als Pagen, Kammerherren oder Offiziere der Leibgarden an deutschen Fürstenhöfen. Die Graffenried verheirateten sich bevorzugt mit den von Wattenwyl, von Erlach, May und Zehender. Am 5. April 1723 wurde die Familienkiste gegründet.
Im 19. Jahrhundert waren viele Familienmitglieder noch in Sold- und Hofdiensten, aber immer mehr auch als Anwälte, Bankiers, Kaufleute, Vermögens- und Liegenschaftsverwalter und Industrielle tätig. Die Familie besteht bis heute und lebt vorwiegend in der Region Bern.

## Familienwappen

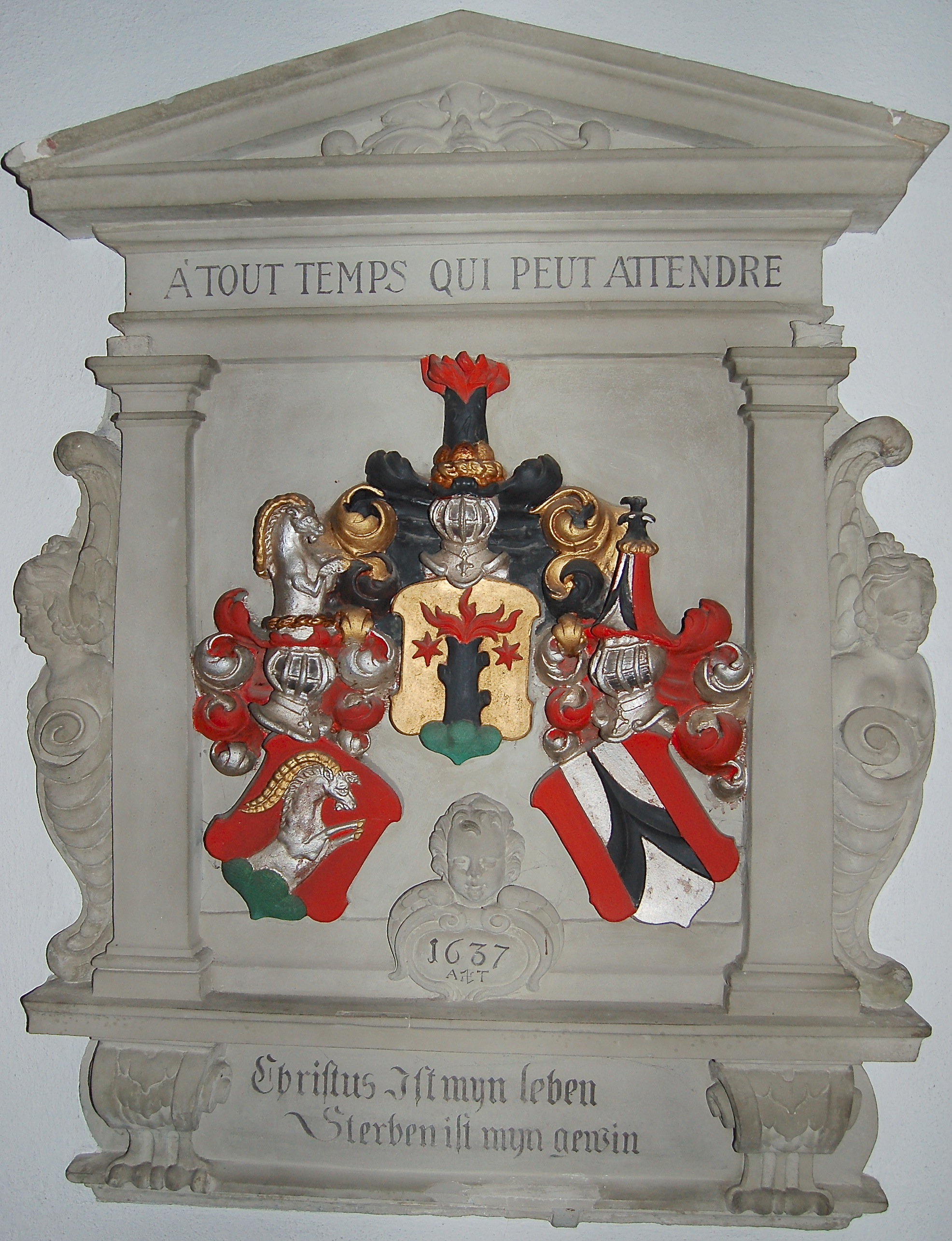
Epitaph Franz Ludwig von Graffenried in der Kirche Gerzensee (1637)

Blasonierung: In Gold auf einem grünen Dreiberg ein brennender schwarzer Baumstamm mit roten Flammen, begleitet von zwei roten Sporenrädern. Als Helmzier der brennende Baumstamm. Die Helmdecken sind aussen Schwarz und innen Gold.

## Personen
- Peter von Graffenried, (um 1345 – vor 1401), erster Seckelmeister, ab 1389 Ratsherr
- Johannes von Graffenried, ab 1353 Mitglied des Berner Kleinen Rats
- Niklaus von Graffenried (1468–1557), mit den beiden Söhnen Hans Rudolf von Graffenried und Peter von Graffenried (1507–1562) teilte sich das Geschlecht in eine Berner (besteht bis heute) und eine Münchenwiler Linie (1909 erloschen)
- Hans Rudolf von Graffenried (1505–1559), baute die von seinem Vater erschlossenen Salzquellen in Panex (Gemeinde Ollon) aus
- Anton von Graffenried (1573–1628), Schultheiss von Bern
- Albrecht von Graffenried (1629–1702), Obervogt zu Schenkenberg,[1][2] Vogt zu Nidau
- Emanuel von Graffenried (1636–1715), Schultheiss von Bern
- Friedrich von Graffenried (1645–1706), Schultheiss von Thun
- Johann Anton von Graffenried (1658–1731), Oberdirektor der Salzwerke in Aigle
- Johann Bernhard von Graffenried (1691–1764), Kapitänleutnant in Frankreich
- Abraham von Graffenried (1700–1775), Offizier in Holland und Schultheiss von Murten
- Sigmund Emanuel von Graffenried (1737–1818), Offizier in Holland
- Abraham von Graffenried (1738–1821), Oberst des Regiments von Erlach in Frankreich
- Johann Rudolf von Graffenried (1751–1823), Offizier in Holland; Teilnahme an der Schlacht von Neuenegg 1798
- Bernhard von Graffenried (1759–1815), wurde 1798 bei Neuenegg verwundet
- Emanuel Franz Rudolf von Graffenried (1762–1838), Offizier der Schweizergarde
- Franz von Graffenried (1768–1837), Offizier
- Edwin von Graffenried (1823–1902), Gouverneur von New Mexico
- Karl Wilhelm von Graffenried (1834–1909), Industrieller und Nationalrat
- Egbert von Graffenried (1909–1981), Botschafter

### Zweig Worb
- Abraham von Graffenried (1580–1620), begründete den Worber Zweig, der 1869 in der Schweiz erlosch, aber in den USA fortbesteht
- Christoph von Graffenried (1603–1687), Offizier in Holland und Bern

### Zweig Münchenwiler
- Anton von Graffenried (1627–1674), Herr zu Münchenwiler

### Zweig Burgistein
- Emanuel von Graffenried (1665–1738), begründete den Burgistein-Zweig derer von Graffenried (besteht bis heute)
- Emanuel von Graffenried (1726–1787), Herr zu Burgistein, Ökonom
- René von Graffenried (1886–1955), Fürsprecher und Offizier, Gutsbesitzer im Längmoos
- Toulo de Graffenried (1914–2007), Autorennfahrer
- Charles von Graffenried (1925–2012), Fürsprecher, Unternehmer, Inhaber der Von-Graffenried-Gruppe mit einer Privatbank, einem Liegenschaftsunternehmen, einer Treuhand, einem Rechtsbereich sowie der Berner Zeitung und der Zeitung Der Bund. Erwarb 1985 das Neue Schloss Worb für die Familie zurück.
- Charlotte von Graffenried (1930–2013), Ethnologin, Ehefrau von Charles von Graffenried
- Franz von Graffenried (1941–2018), Fürsprecher und Burgergemeindepräsident
- André von Graffenried (* 1945), Diplomat
- Michael von Graffenried (* 1957), Fotograf
- Alec von Graffenried (* 1962), Fürsprecher, alt Regierungsstatthalter, Nationalrat, Stadtpräsident von Bern

### Zweig Amerika
- Christoph von Graffenried (1661–1743), Gründer der Kolonie New Bern und des amerikanischen Zweigs der Familie
- Laura Welch (* 1946), die Frau von George W. Bush, 43. Präsident der Vereinigten Staaten, stammt von Tscharner C. DeGraffenried (1799–1880) ab, dem ersten in den USA geborenen Graffenried[3]
- Veronica Degraffenreid, Secretary of the Commonwealth, Pennsylvania

## Besitzungen

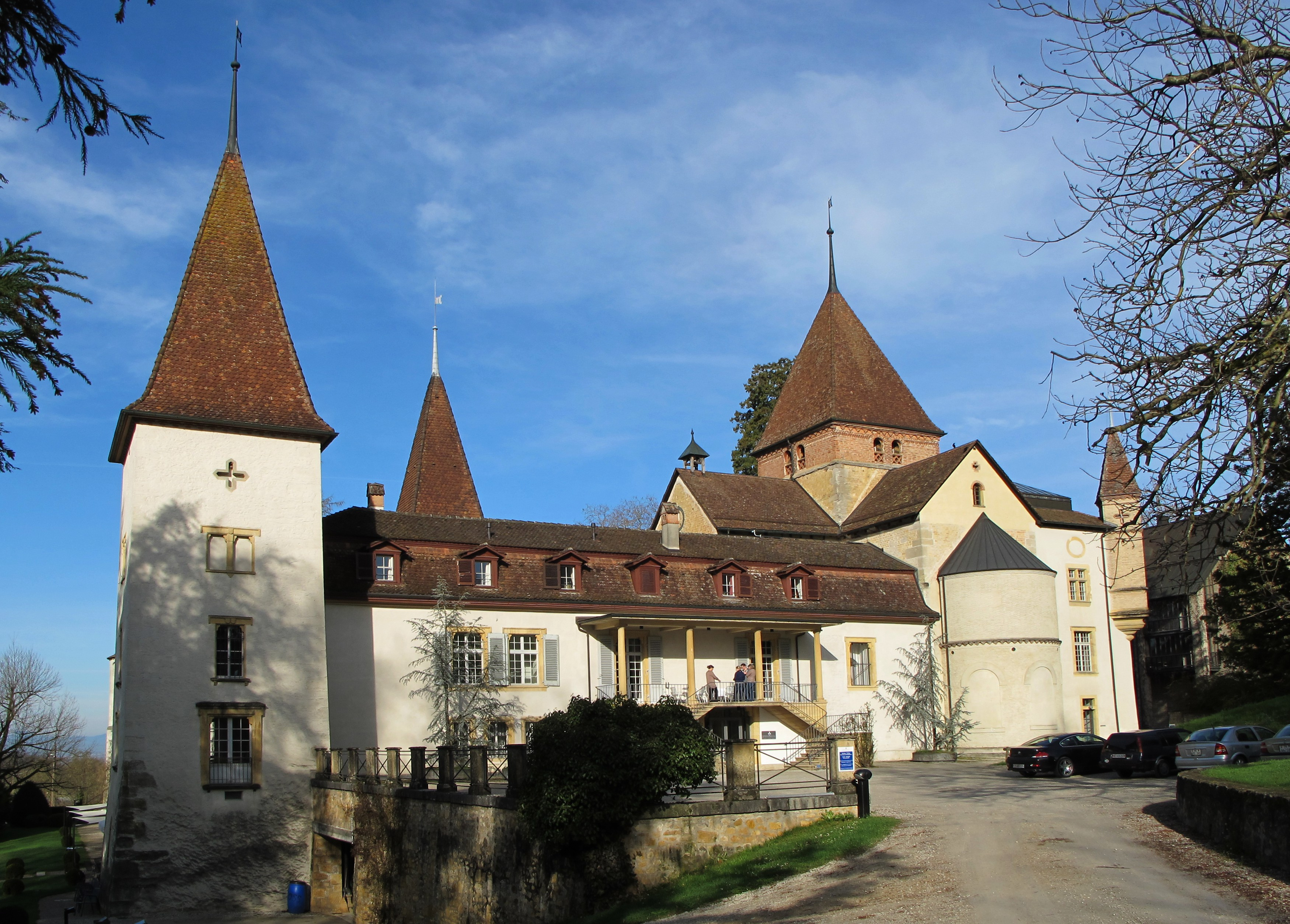
Schloss Münchenwiler (1668–1932 im Besitz der Familie)
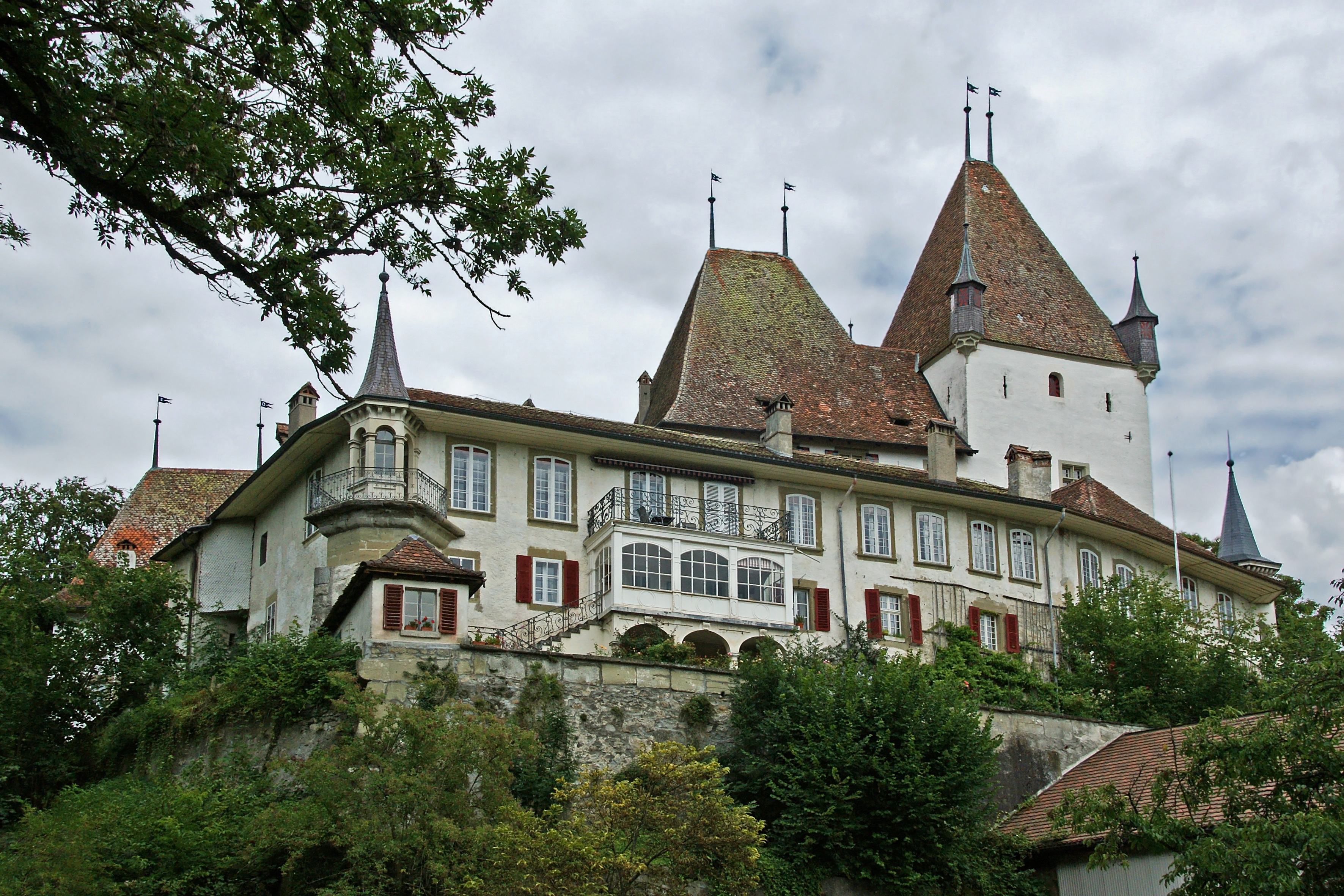
Schloss Worb (1668–1792)
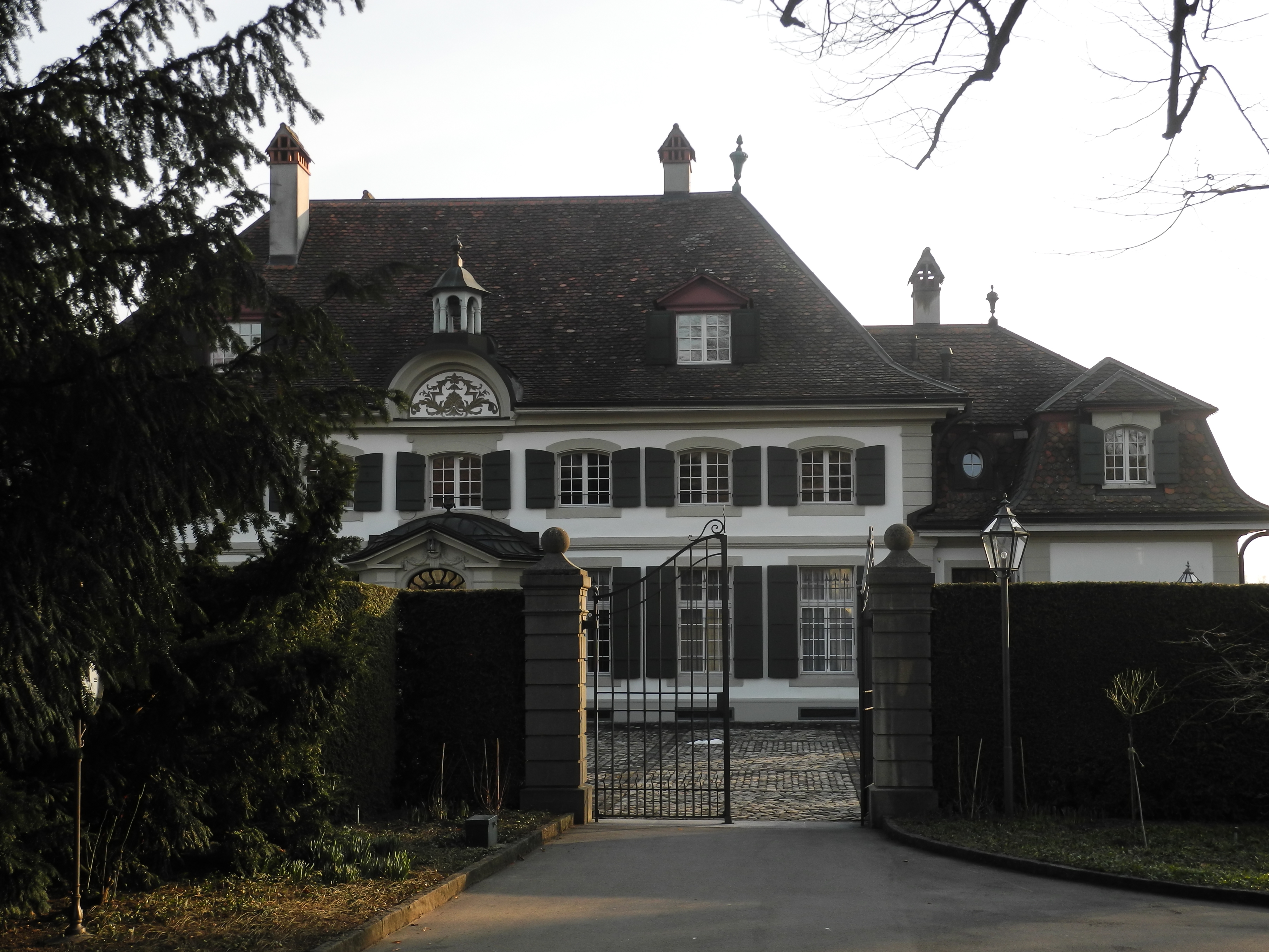
Neues Schloss Worb (ab 1734 für Franz Ludwig von Graffenried erbaut, bis 1792 und erneut seit 1985 im Familienbesitz)
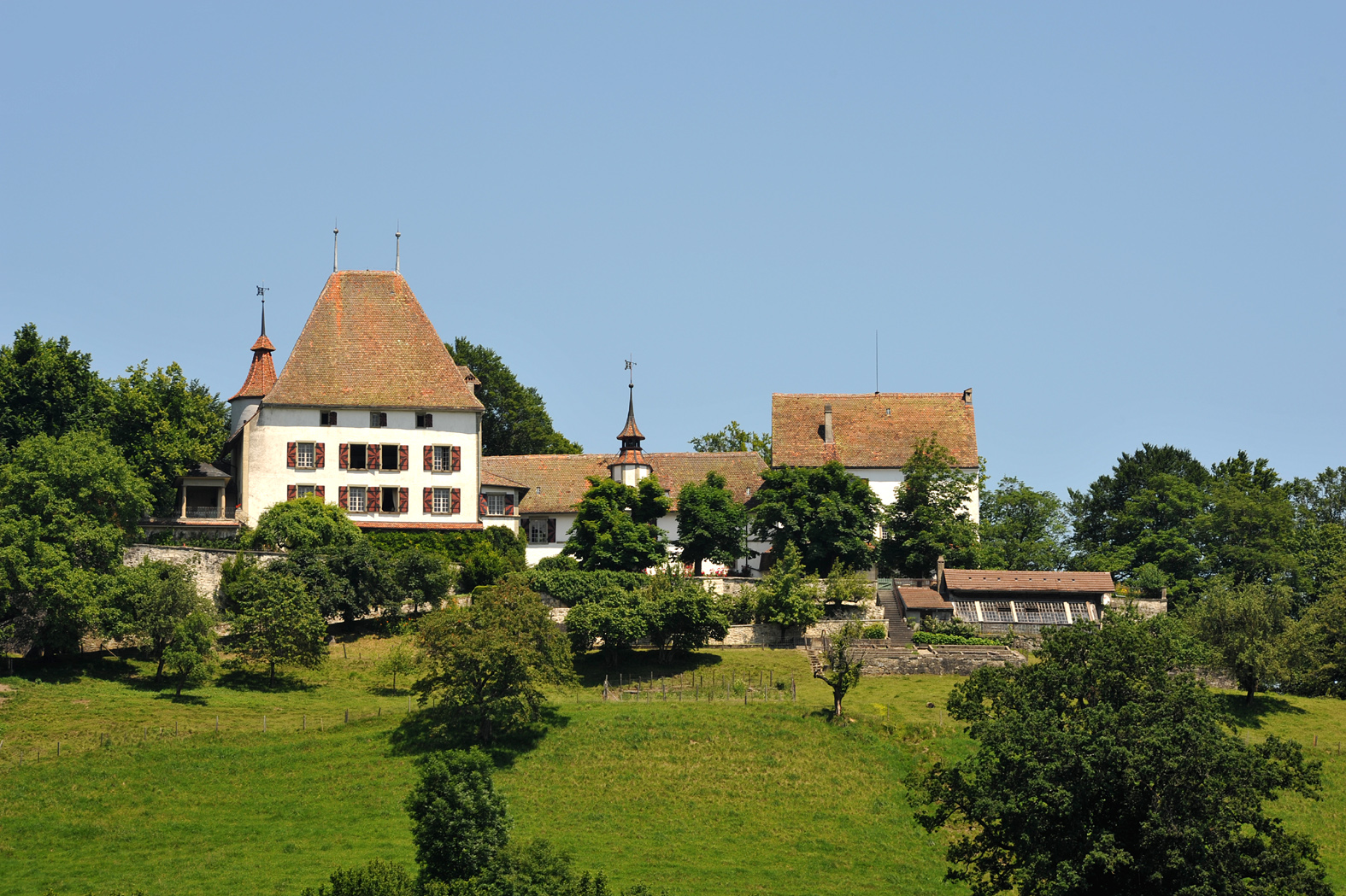
Schloss Burgistein (seit 1714/15 bis heute in Familienbesitz)
Schloss Kehrsatz (um 1750–1797)
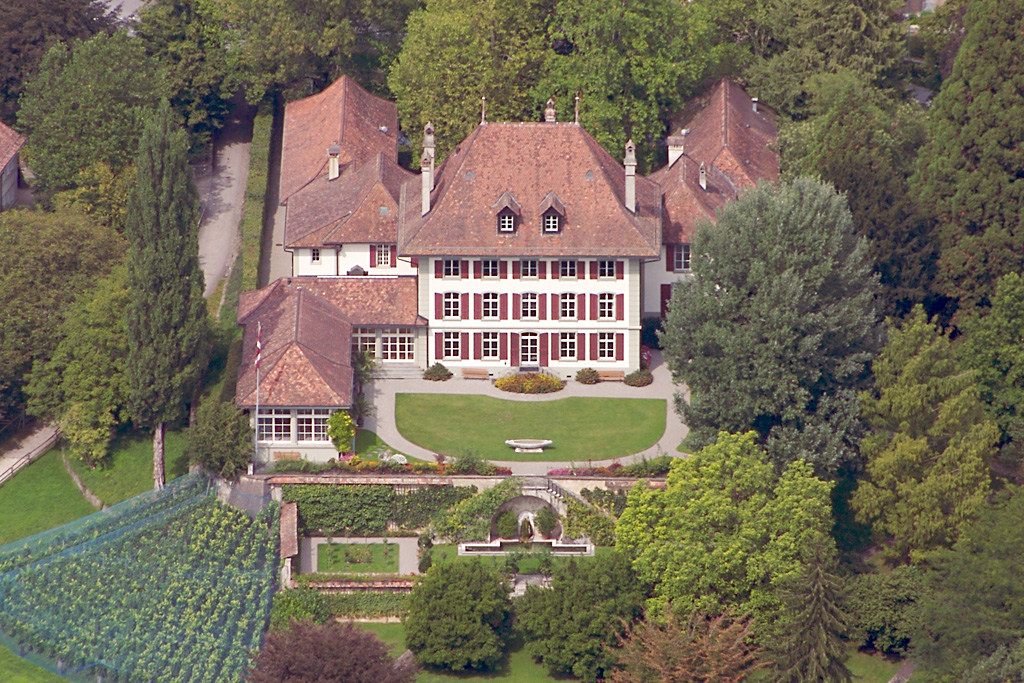
Neues Schloss Gerzensee (1755–1813)
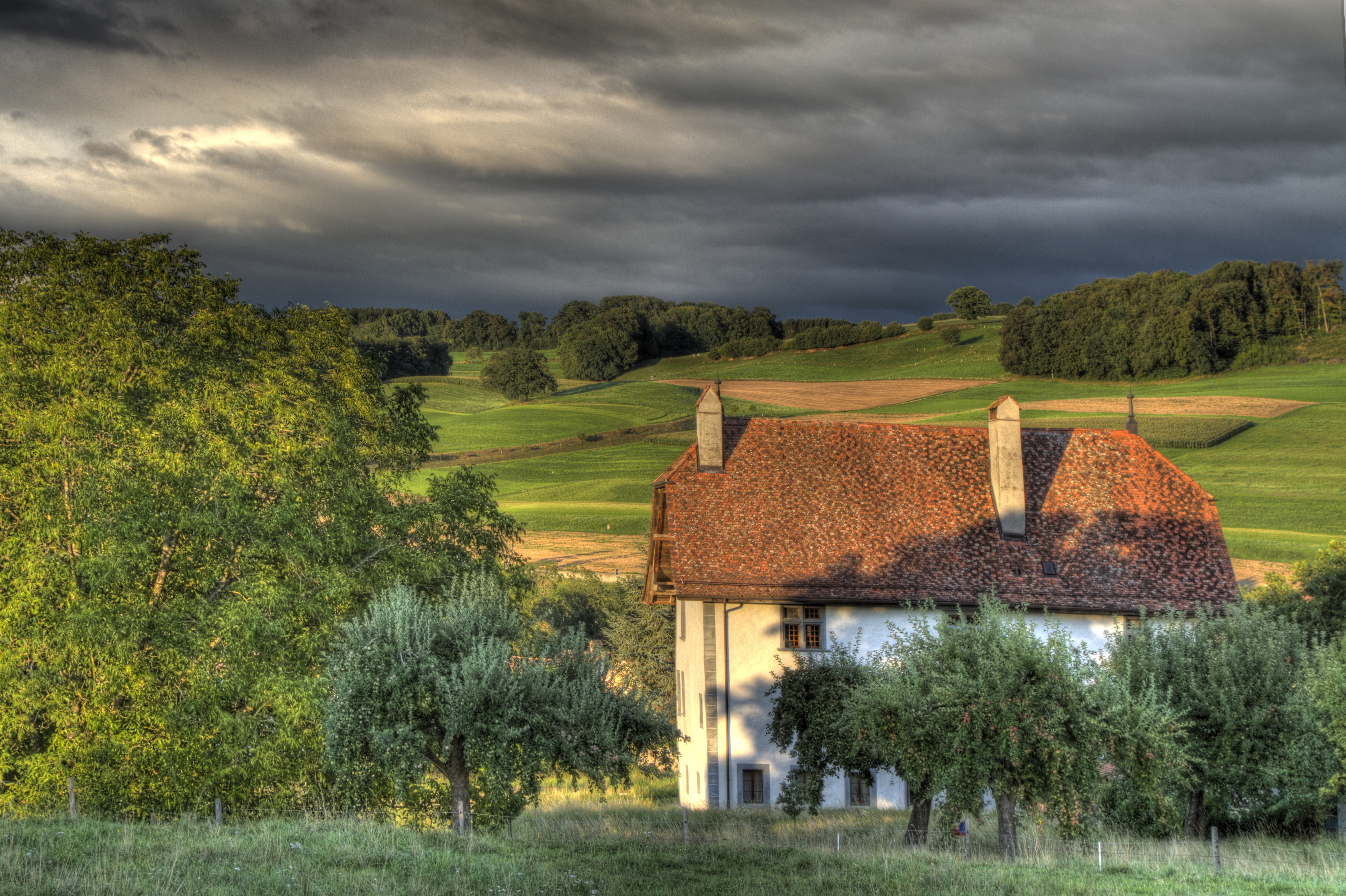
Schloss Curtilles/VD (seit 2002)